# Rosa ×kochiana
Rosa ×kochiana  är en hybrid i familjen rosväxter mellan pimpinellros (R. spinosissima) och kärros (R. palustris).